# نوتوكولوسيس
النوتوكولوسيس (Notocolossus) هو جنس من ديناصورات تيتانوصورات الصوروبودا من طبقات الطباشيري المتأخر في الأرجنتين، تم اكتشافه في عام 2016 من قبل الإحاثي الأرجنتيني د. براندو چاڤيز جونزاليس ريجا في محافظة مندوزا.